# Leptotarsus perglabratus
Leptotarsus perglabratus är en tvåvingeart som först beskrevs av Alexander 1954.  Leptotarsus perglabratus ingår i släktet Leptotarsus och familjen storharkrankar. Inga underarter finns listade i Catalogue of Life.